# Бранімир Донат
Бранімир Донат (хорв. Branimir Donat, Tvrtko Zane; справжнє ім'я — Твртко Зане; 5 вересня 1934, Загреб — 15 квітня 2010, Загреб) — хорватський літературний критик, есеїст, публіцист, перекладач і видавець. Автор понад 40 книг та численних наукових і публіцистичних статей.

## Біографія
Народився 5 вересня 1934 року в Загребі. Навчався в загребській початковій школі та гімназії. Вивчав югославістику та порівняльне літературознавство на Філософському факультеті Загребського університету, а також дефектологію у Вищій дефектологічній школі. У студентські роки редагував культурні рубрики в журналах Політ, Наш голос, Студентський ліст (хорв. Polet, Naš glas та Studentski list).
У 1957 році був заарештований і засуджений до півтора року ув'язнення за підозрою у зв'язках з хорватськими емігрантами-інтелектуалами. Покарання відбував у в'язниці Стара Градишка до кінця 1958 року. 
Після звільнення почав публікуватися під псевдонімом Бранімир Донат, співпрацюючи з різними літературними виданнями, потім в Асоціації хорватських письменників і Хорватському товаристві театральних критиків та ін. Був одним із засновників та редакторів журналу Критика (хорв. Kritika). До виходу на пенсію працював редактором у Видавничому інституті Матиці хорватської.

## Творчість
Донат не дотримувався єдиного підходу в аналізі літературних текстів, використовуючи різноманітні теми та методи. Його перша книга Конфліктна мова чи екзотика повсякденності (хорв. Osporeni govor ili egzotika svakodnevnog (1970)) досліджує як літературну критику, так і міфологію повсякденності. У тому ж році вийшли Частка критики (хорв. Udio kritike) та Про поетичний театр Мирослава Крлежи (хорв. O pjesničkom teatru Miroslava Krleže), де він переосмислює ранні драми Мирослава Крлежи, визнаючи їх важливими для хорватського авангардного театру.
У книзі Частка критики (хорв. Udio kritike) Донат визначає роль літературного критика та окреслює нові напрями розвитку критики, наголошуючи на її різноманітності. Він також вніс нове трактування роману Гори (хорв. Planine) Петра Зоранича та першим у хорватській літературній критиці звернув увагу на сучасних фантастів, називаючи їх борхесовцями.
Після того, як протягом багатьох років редагував Пʼять століть хорватській літературі (хорв. Pet stoljeća hrvatske književnosti) як редактор у Матіці, Бранімір Донат після виходу на пенсію заснував приватне видавництво Дора Крупічева (хорв. Dora Krupićeva) в Загребі в 1994 році.

## Твори
- Конфліктна мова чи екзотика повсякденності (хорв. Osporeni govor ili egzotika svakodnevnog, Kolo Matice hrvatske, Zagreb, 1970)
- Частка критики (хорв. Udio kritike, Znanje, Zagreb, 1970)
- Про поетичний театр Мирослава Крлежи (хорв. O pjesničkom teatru Miroslava Krleže, Mladost, Zagreb, 1970)
- Течії в новітній хорватській новелістиці (хорв. Strujanja u novijoj hrvatskoj noveli, Nakladni zavod "Marko Marulić", Split, 1971)
- Внутрішній рукопис (Записи про хорватську прозу) (хорв. Unutarnji rukopis (Opaske o hrvatskoj prozi), Nakladni zavod Matice hrvatske, Zagreb, 1972)
- Наближення до безкінечності (хорв. Približavanje beskraju, Nolit, Beograd, 1979)
- Фантастичні фігури (хорв. Fantastične figure, Književne novine, Beograd, 1984)
- Пілігрим у лабіринті (хорв. Hodočasnik u labirintu, August Cesarec, Zagreb, 1986)
- Політика хорватської літератури і література хорватської політики (хорв. Politika hrvatske književnosti i književnost hrvatske politike, Matica hrvatska, Zagreb, 1998)

## Нагороди
- Нагорода міста Загреба, 1970.
- Нагорода Матіци Хорватської, 1970.
- Нагорода Мирослава Крлежи – за критику
- Нагорода Джулії Бенешич – за критику

## Джерело
- In memoriam, Sanja Knežević, Croatica et Slavica Iadertina, broj 6, veljača 2011., str. 437.
- In memoriam, Sanja Knežević, Croatica et Slavica Iadertina, broj 6, veljača 2011., str. 438.
- Pisac i kritičar koji je afirmirao prešućeno, Denis Derk, Večernji list, 16. travnja 2010., vecernji.hr